# Ponticola platyrostris
A Ponticola platyrostris a csontos halak (Osteichthyes) főosztályának sugarasúszójú halak (Actinopterygii) osztályába, ezen belül a sügéralakúak (Perciformes) rendjébe, a gébfélék (Gobiidae) családjába és a Benthophilinae alcsaládjába tartozó faj.

## Rendszertani besorolása
Korábban a Neogobius nevű halnembe volt besorolva.

## Előfordulása
A Ponticola platyrostris előfordulási területe a Fekete-tenger északi részén van, a Krím félsziget délkeleti részétől egészen Batumig.

## Megjelenése
Hossza elérheti a 22,5 centimétert. Hátán 7 tüske van.

## Életmódja
Mérsékelt övi gébféle, amely a sós- és brakkvízben is megél. Fenéklakó hal, amely köves aljzaton és törmelékek között él. A Cystoseira barnamoszatmezőket is felkeresi.